# Bryum perdecurrens
Bryum perdecurrens är en bladmossart som beskrevs av Edwin Bunting Bartram 1942. Bryum perdecurrens ingår i släktet bryummossor, och familjen Bryaceae. Inga underarter finns listade i Catalogue of Life.